# Tòng Thị Phóng
Tòng Thị Phóng (sinh năm 1954) là nữ chính khách người dân tộc Thái tại Việt Nam. Bà từng là Ủy viên Bộ Chính trị Ban Chấp hành Trung ương Đảng Cộng sản Việt Nam Khóa XI - XII, Phó Bí thư Đảng đoàn Quốc hội, Phó Chủ tịch Thường trực Quốc hội Việt Nam. Tính đến tháng 1 năm 2011, bà là nữ chính khách thứ 2 trong Bộ Chính trị và là nữ chính khách người dân tộc thiểu số đầu tiên giữ cương vị Ủy viên Bộ Chính trị Ban Chấp hành Trung ương Đảng Cộng sản Việt Nam.

## Xuất thân
Bà sinh ngày 10 tháng 2 năm 1954, tại phường Chiềng An, thành phố Sơn La, tỉnh Sơn La, người dân tộc Thái.

## Giáo dục
- Giáo dục phổ thông: 10/10
- Cử nhân Luật

## Sự nghiệp
Tháng 9 năm 1971, bà tham gia công tác thanh niên và chính quyền tại địa phương, được kết nạp Đảng Cộng sản Việt Nam ngày 20 tháng 11 năm 1981.
Bà được cho đi học và tốt nghiệp bằng Cử nhân Luật và Cao cấp lý luận chính trị. Năm 1991, bà được bầu là chủ tịch Hội đồng nhân dân tỉnh Sơn La. Tháng 6 năm 1996, bà được bầu làm Bí thư Tỉnh ủy, kiêm Chủ tịch Hội đồng nhân dân tỉnh Sơn La, Ủy viên Ban Chấp hành Trung ương Đảng khóa VIII. Năm 1997, bà trúng cử Đại biểu Quốc hội khóa X, được cử giữ chức Phó Chủ tịch Hội đồng Dân tộc của Quốc hội.
Tháng 4 năm 2001, bà tái đắc cử vào Ủy viên Ban Chấp hành Trung ương Đảng khóa IX, được bầu vào Ban Bí thư Trung ương Đảng.
Tháng 5 năm 2002, tái đắc cử Đại biểu Quốc hội khóa IX.
Tháng 9 năm 2002, được phân công làm Trưởng Ban Dân vận Trung ương.
Tháng 4 năm 2006, bà tái đắc cử Ủy viên Ban Chấp hành Trung ương Đảng, được bầu vào Ban Bí thư Trung ương Đảng khóa X.
Ngày 23 tháng 7 năm 2007, tại kỳ họp thứ nhất Quốc hội khóa XII, bà được bầu giữ chức Phó Chủ tịch Thường trực Quốc hội trong Quốc hội Chủ tịch Nguyễn Phú Trọng.
Ngày 19 tháng 1 năm 2011, bà tái đắc cử Ủy viên Ban Chấp hành Trung ương Đảng khóa XI, được bầu vào Bộ Chính trị, trở thành nữ chính khách người dân tộc thiểu số đầu tiên trúng cử Ủy viên Bộ Chính trị.
Ngày 22 tháng 7 năm 2011, tại kỳ họp thứ nhất Quốc hội khóa XIII, bà tiếp tục được bầu giữ chức Phó Chủ tịch Thường trực Quốc hội trong Quốc hội Chủ tịch Nguyễn Sinh Hùng.
Ngày 26 tháng 1 năm 2016, bà tái đắc cử Ủy viên Ban Chấp hành Trung ương Đảng khóa XII, được bầu vào Bộ Chính trị.
Ngày 22 tháng 7 năm 2016, tại kỳ họp thứ nhất Quốc hội khóa XIV, bà tiếp tục được bầu giữ chức Phó Chủ tịch Thường trực Quốc hội trong Quốc hội Chủ tịch Nguyễn Thị Kim Ngân.
Ngày 31 tháng 3 năm 2021, tại kỳ họp thứ mười một Quốc hội khóa XIV, Quốc hội đã biểu quyết thông qua Nghị quyết về việc miễn nhiệm Phó Chủ tịch Quốc hội đối với bà Tòng Thị Phóng.
Ủy viên Bộ Chính trị, Phó Chủ tịch Thường trực Quốc hội Việt Nam Tòng Thị Phóng được đánh giá là một trong những nữ chính trị gia nổi bật trên chính trường Việt Nam trong gần 10 năm qua. Bà là nữ chính trị gia giữ chức vụ cao nhất trong các cơ quan của Đảng từ trước tới nay của người dân tộc thiểu số khi lần lượt kinh qua các chức vụ Ủy viên Trung ương Đảng, Bí thư Trung ương Đảng, Trưởng ban Dân vận Trung ương và là Ủy viên Bộ Chính trị, Phó Chủ tịch Quốc hội trong 3 nhiệm kỳ liên tiếp (2007 - 2021)

## Tác phẩm
Bà là tác giả của bài: Vũ điệu kết đoàn

## Danh hiệu
- Huân chương Hồ Chí Minh (2025)[5]
- Huân chương Đại đoàn kết dân tộc
- Huân chương Đại đoàn kết của Nhà nước Cuba
- Huân chương Lao động hạng Nhất
- Huy hiệu 40 năm tuổi Đảng

## Gia đình
Chồng bà là ông Lò Văn Long (mất năm 2011).
Bà có hai con đều là đại biểu Quốc hội khóa XV. Con trai Lò Việt Phương hiện là Phó Trưởng Ban Dân nguyện. Con gái Lò Thị Việt Hà hiện là Ủy viên Thường trực Uỷ ban Xã hội của Quốc hội, Ủy viên Ban Chấp hành Đảng bộ cơ quan Văn phòng Quốc hội, Phó Chủ tịch Nhóm đại biểu Quốc hội trẻ; Phó Chủ tịch Nhóm Nghị sĩ hữu nghị Việt Nam – Thái Lan.